# Йола Рамірес
Йола Рамірес (ісп. Yola Ramírez; 1 березня 1935 — 9 березня 2025) — мексиканська тенісистка. Найвищу одиночну позицію світового рейтингу — 6 місце досягла 1961 року. Перемагала на турнірах Великого шолома в парному та змішаному парному розрядах.

## Фінали турнірів Великого шолома

### Одиночний розряд (2 поразки)
| Результат | Рік  | Турнір            | Покриття | Суперниця   | Рахунок  |
| --------- | ---- | ----------------- | -------- | ----------- | -------- |
| Поразка   | 1960 | Чемпіонат Франції | Ґрунт    | Дарлін Гард | 3–6, 4–6 |
| Поразка   | 1961 | Чемпіонат Франції | Ґрунт    | Енн Джонс   | 2–6, 1–6 |

### Парний розряд (1–3)
| Результат | Рік  | Турнір            | Покриття | Партнерка   | Суперниці                        | Рахунок       |
| --------- | ---- | ----------------- | -------- | ----------- | -------------------------------- | ------------- |
| Поразка   | 1957 | Чемпіонат Франції | Ґрунт    | Росі Реєс   | Ширлі Блумер Дарлін Гард         | 5–7, 6–4, 5–7 |
| Перемога  | 1958 | Чемпіонат Франції | Ґрунт    | Росі Реєс   | Мері Бевіс Готон Телма Койн-Лонґ | 6–4, 7–5      |
| Поразка   | 1959 | Чемпіонат Франції | Ґрунт    | Росі Реєс   | Сандра Рейнольдс Рене Схюрман    | 6–2, 0–6, 1–6 |
| Поразка   | 1961 | Чемпіонат США     | Трава    | Едда Будінг | Дарлін Гард Леслі Тернер Боурі   | 4–6, 7–5, 0–6 |

### Мікст (1 перемога)
| Результат | Рік  | Турнір            | Покриття | Партнерка  | Суперниці               | Рахунок  |
| --------- | ---- | ----------------- | -------- | ---------- | ----------------------- | -------- |
| Перемога  | 1959 | Чемпіонат Франції | Ґрунт    | Біллі Найт | Род Лейвер Рене Схюрман | 6–4, 6–4 |

## Часова шкала турнірів Великого шлему в одиночному розряді
| W | Ф | ПФ | ЧФ | #Р | КТ | К# | DNQ | A | NH |

| Турнір                               | 1955  | 1956  | 1957  | 1958  | 1959  | 1960  | 1961  | 1962  | 1963  | Career SR |
| ------------------------------------ | ----- | ----- | ----- | ----- | ----- | ----- | ----- | ----- | ----- | --------- |
| Чемпіонат Австралії                  |       |       |       |       |       |       |       | ПФ    |       | 0 / 1     |
| Відкритий чемпіонат Франції з тенісу |       |       | 3р    | 4р    | 4р    | Ф     | Ф     |       | 2р    | 0 / 6     |
| Вімблдонський турнір                 |       |       | 2р    | 3р    | ЧФ    | 3р    | ЧФ    |       | 1р    | 0 / 6     |
| Чемпіонат США                        | 3р    | 1р    |       |       |       |       | ЧФ    |       | ЧФ    | 0 / 4     |
| SR                                   | 0 / 1 | 0 / 1 | 0 / 2 | 0 / 2 | 0 / 2 | 0 / 2 | 0 / 3 | 0 / 1 | 0 / 3 | 0 / 17    |